# 兵科大将
兵科大将(へいかたいしょう、ドイツ語: General der Truppengattung、ロシア語: Генерал рода войск)は、軍隊の階級の一つ。主に三ツ星の中将や四ツ星の大将が、それぞれの兵科ごとの名を階級名に冠して使用した。
どこの兵科に属する将官であるのかを明確にするため使用されていたが、単に名誉称号として扱われることもあった。
主にゲルマン圏、スラブ圏で用いられる。

## 主な国の兵科大将
近代の陸軍では歩兵・騎兵・砲兵が中心となって軍を組織していたため、兵科大将を設置していた国の多くは歩兵大将・騎兵大将・砲兵大将に分かれていた。しかし、戦術や戦法が大きく変わってしまった現在、兵科大将を設置している軍隊はごく僅かに限られる。

### オーストリア＝ハンガリー
オーストリア＝ハンガリー帝国陸軍では3種類の兵科大将が存在した。

オーストリア＝ハンガリーの兵科大将肩章

- 歩兵大将 (オーストリア) (General der Infanterie)
- 騎兵大将 (オーストリア)（英語版） (General der Kavallerie)
- 砲兵大将 (オーストリア) (Feldzeugmeister)

オーストリア＝ハンガリー帝国において、砲兵大将のみ厳密には中将と等しい階級であった。

### ブルガリア
ブルガリアでは1878年より将官の階級が設定され、1897年には3種類の兵科大将が設置された。
- 歩兵大将 (ブルガリア) (генерал от пехотата)
- 騎兵大将 (ブルガリア) (генерал от кавалерията)
- 砲兵大将 (ブルガリア) (генерал от артилерията)

二度にわたる世界大戦の末、ソビエト連邦の衛星国となってからは兵科大将が廃止され、大将に統一された。

### フィンランド
フィンランドでは、兵科大将は4種類に分かれる。
- 歩兵大将 (フィンランド)（フィンランド語版） (jalkaväenkenraali)
- 騎兵大将 (フィンランド)（フィンランド語版） (ratsuväenkenraali)
- 砲兵大将 (フィンランド)（フィンランド語版） (tykistönkenraali)
- 猟兵大将 (フィンランド) (jääkärikenraali)

現在でもフィンランド国防軍では兵科大将が設置されているが、あくまで名誉称号としての扱いである。

### ドイツ
ナチス・ドイツ時代の、ドイツ国防軍の兵科大将について述べる。
陸軍
陸軍では7種類の兵科大将に分かれていた。軍団長（軍団司令官）には、通常は兵科大将が充てられた。
- 歩兵大将 (General der Infanterie)
- 騎兵大将 (General der Kavallerie)
- 砲兵大将 (General der Artillerie)
- 工兵大将 (General der Pioniere)
- 山岳兵大将 (General der Gebirgstruppe)
- 通信兵大将 (General der Nachrichtentruppe)
- 装甲兵大将 (General der Panzertruppe)

衛生部（軍医）将校、獣医部将校、法務部将校の最高階級は、それぞれGeneraloberstabsarzt（軍医大将）、Generaloberstabsveterinär（獣医大将）、Generaloberstabsrichter（法務大将）であり、兵科大将に相当した（上級大将、元帥に相当する階級はなかった）。
また1940年以降、武装親衛隊の将官にも陸軍と同様の階級が適用されるようになり、General der Waffen-SS（武装親衛隊大将）が、兵科大将に相当する階級であった。
空軍
空軍では5種類の兵科大将に分かれていた。
- 空軍大将（英語版） (General der Luftwaffe)
- 航空兵大将 (General der Flieger)
- 降下猟兵大将 (General der Fallschirmtruppe)
- 対空砲兵大将 (General der Flakartillerie)
- 航空通信兵大将 (General der Luftnachrichtentruppe)

第二次世界大戦後
ナチス・ドイツの敗戦とドイツ国防軍の解体後に再建された、ドイツ連邦軍（西ドイツ軍）および国家人民軍（東ドイツ軍）では階級としての兵科大将が廃止され、陸軍・空軍大将の呼称はドイツ連邦軍ではGeneral、国家人民軍ではGeneraloberstに統一された。
一方でドイツ連邦軍では、各兵科において部隊の訓練と装備に責任を負う将官の役職として兵科大将が設置された。通常は准将が充てられる。こちらの兵科大将は、それぞれの兵科の学校の校長の地位と関係している。この場合、「兵科大将」は階級ではなく地位を指すので、時には大佐が自身の兵科の「大将」になることもある。敬称は Herr General あるいは Herr Oberst であり、Herr General der ～ とするのは階級を意味しないので正しくない。

### ロシア

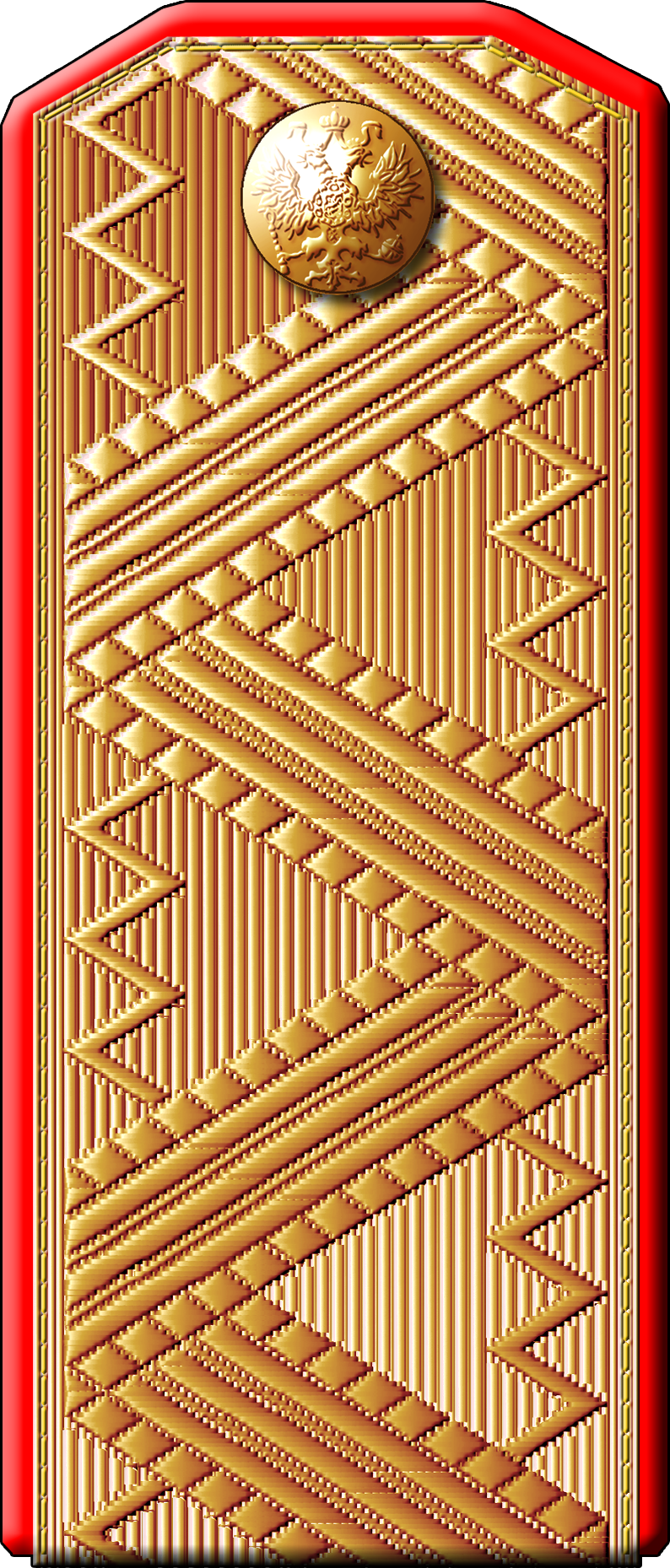
ロシア帝国の兵科大将肩章

ロシア帝国では、1699年にピョートル大帝によって2種類の兵科大将が設置された。
- 歩兵大将 (ロシア) (Генера́л от инфанте́рии)
- 騎兵大将 (ロシア) (Генерал от кавалерии)

また、ソビエト連邦では兵科大将以外にも、兵科総元帥・兵科元帥・兵科中将・兵科少将が設置されていた。